# Erich Buschle
Erich Buschle (* 16. Juli 1901 in Karlsruhe; † 7. Mai 1991 in Saarbrücken) war ein deutscher Maler, Goldschmied und Glaskünstler.

## Biographie
Erich Buschle studierte von 1921 an der Staatlichen Akademie der Bildenden Künste in Karlsruhe bei Hermann Göhler (1874–1959), August Groh (1871–1944), Friedrich Fehr (1862–1927) und Georg Schreyögg (1870–1934). 1924 wechselte er an die Hochschule für Bildende Künste Dresden und war Schüler bei Robert Sterl (1867–1932). Zwischenzeitlich war er 1922 neben Albert Bohn, Heinrich von Rüden, Fritz Grewenig, Loy Walter u. a. Gründungsmitglied des Bundes Bildender Künstler an der Saar, dem späteren Saarländischen Künstlerbund.
1937 wurden in der Nazi-Aktion „Entartete Kunst“ aus dem Staatlichen Museum Saarbrücken 36 Druckgrafiken Buschles, darunter zwei Mappen mit 24 bzw. 8 Holzschnitten, beschlagnahmt und vernichtet.
Zwischen 1925 und 1956 war Buschle an zahlreichen Ausstellungen in Saarbrücken, Kaiserslautern, Berlin, München, Düsseldorf u. a. beteiligt. Anfang der 1950er Jahre schuf er die Glasfenster für die evangelischen Kirchen in Saarbrücken-Brebach, St. Ingbert-Rohrbach, St. Ingbert-Hassel und Herschweiler-Pettersheim. Weitere Glasfensterarbeiten für Kirchen in Heilbronn und Stetten/Württemberg sind verschollen. Ab 1964 stand er der Saarländischen Sezession des Berufsverbandes Bildender Künstler vor.

## Ausstellungen
- „Selbstporträt und Künstlerbildnis. Die Sammlung Baumann.“ Mittelrhein-Museum Koblenz. 6 November bis 19. Dezember 2010[2]
- „Erich Buschle. Malerei – Grafik – Glaskunst.“ Ev. Gemeindezentrum Saarbrücken-Brebach. 28. Oktober 2011 bis 16. November 2011